# آيا صوفيا (طرابزون)

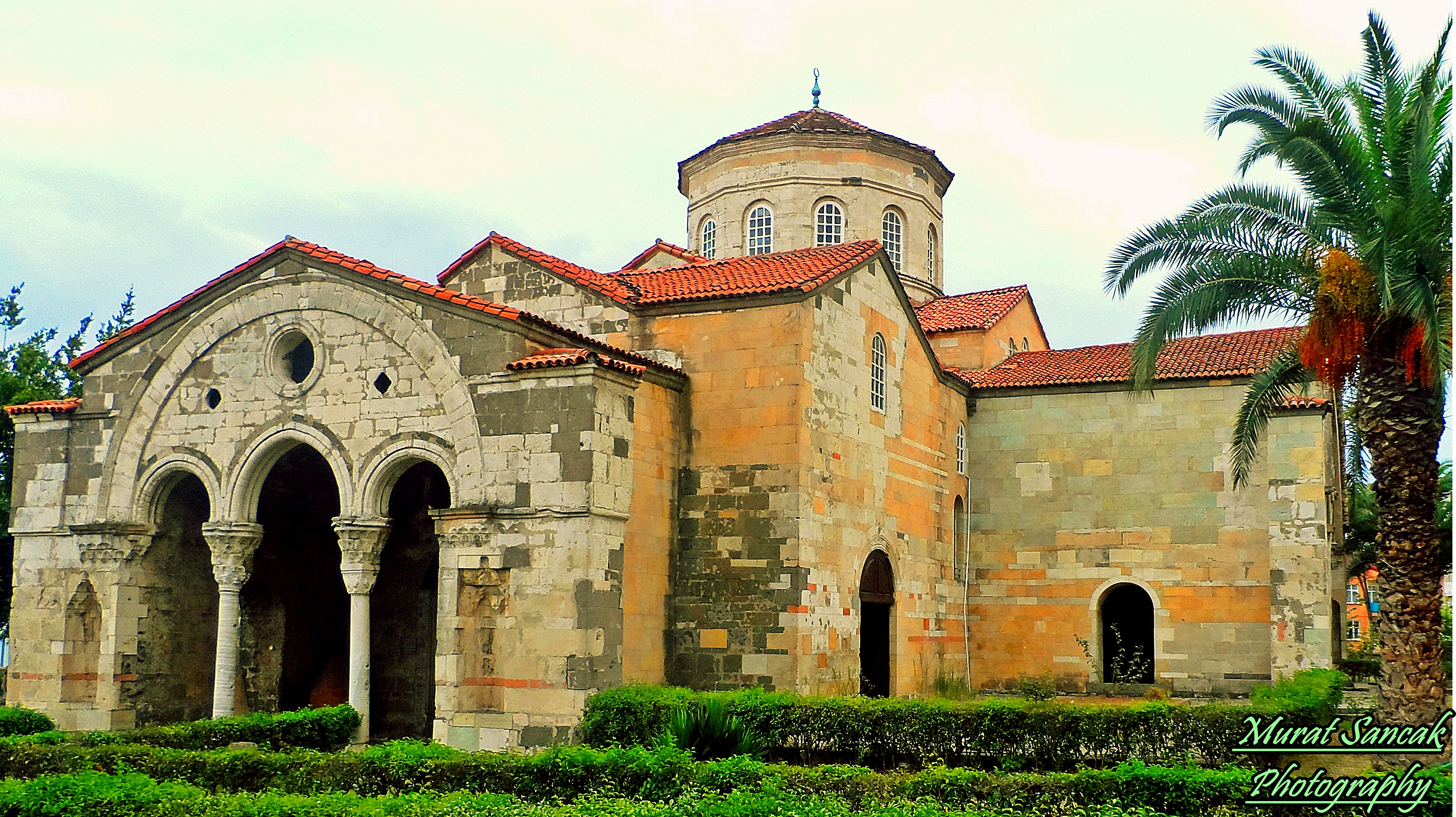
آيا صوفيا والتي تطل على شاطئ البحر الأسود في مدينة طرابزون.

آيا صوفيا (باليونانيَّة: Ἁγία Σοφία، وتعني «الحكمة المقدسة») هي كنيسة يونانية أرثوذكسية سابقة تم تحويلها إلى مسجد في عام 1584، وتقع في مدينة طرابزون، في الجزء الشمالي الشرقي من تركيا. جرى تحويل المبنى إلى متحف عام 1964، وعاد إلى عمله كمسجد عام 2013. يعود تاريخ المبنى إلى القرن الثالث عشر عندما كانت طرابزون عاصمة إمبراطورية طرابزون الإغريقية. وتقع بالقرب من شاطئ البحر وعلى بعد ميلين غرب حدود المدينة التي تعود للقرون الوسطى. وهي واحدة من بضع عشرات من المواقع البيزنطية الموجودة في المنطقة. وقد وصفت بأنها «تعتبر واحدة من أفضل الأمثلة على العمارة البيزنطية».

## تاريخ

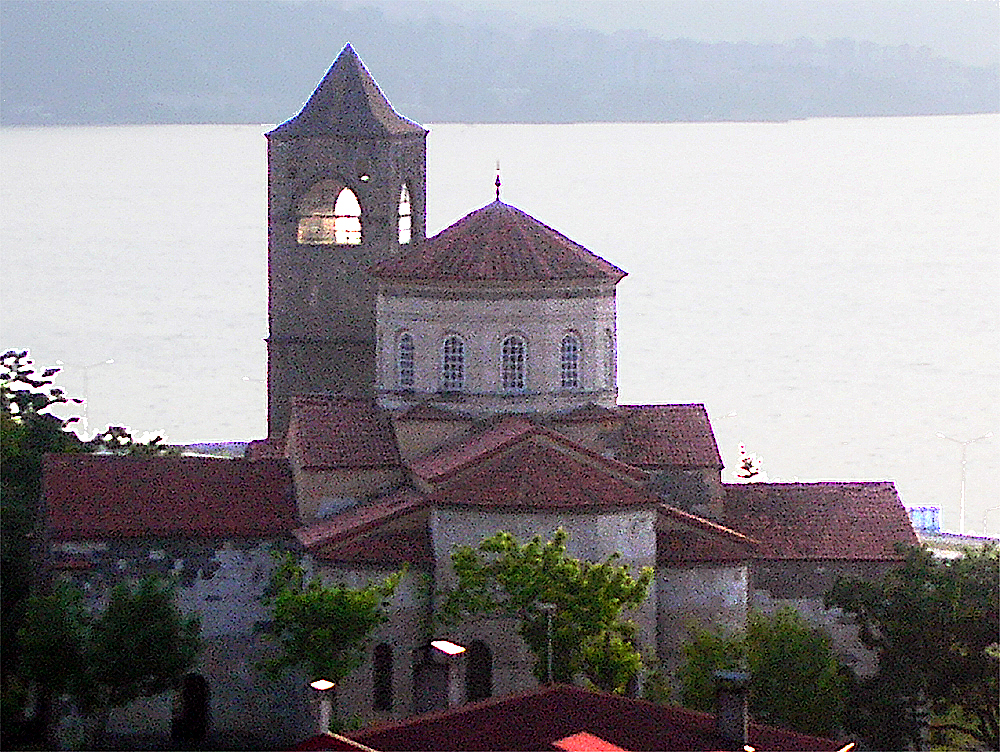
آيا صوفيا والتي تطل على شاطئ البحر الأسود في مدينة طرابزون.

جرى بناء آيا صوفيا في طرابزون في عهد إمبراطور طرابزون مانويل الأول بين عام 1238 وعام 1263. أقدم كتابات نُحتت على جدران الكنيسة تحتوي على التواريخ 1291 و1293. بعد أن غزا محمد الفاتح المدينة عام 1461، ربما جرى تحويل الكنيسة إلى مسجد وكانت لوحاتها الجدارية مغطاة بالبيضاء. يقترح علماء آخرون أنه لم يجرِ تحويله حتى عام 1584، حيث تجنب العثمانيين تحويل الكنيسة إلى مسجد لأنها وقفت على بعد عدة كيلومترات خارج أسوار المدينة. استمر استخدام الدير المجاور للكنيسة من قبل الرهبان حتى أواخر عام 1701، عندما وجدهم تورنفورت أنهم ما زالوا مقيمين فيه. ومن المرجح أن الرهبان هجروا تدريجياً بناية أخفقت في حمايتهم من المضايقات والافتراس، وافترض الأتراك استخدامها دون الحاجة إلى طردهم.
وفقًا للتقاليد المحلية، في مطلع القرن التاسع عشر، جرى استخدام الموقع كمستشفى للكوليرا. احتل الجيش الروسي المدينة خلال الحرب العالمية الأولى، وللمرة الأولى تمكن علماء الآثار من استكشاف، بما في ذلك فيودور أوسبنسكي، وبدأت بعض عمليات التنظيف الأولية للرسومات الجدارية. في الأربعينيات من القرن العشرين، وُرد أنه جرى إغلاق المبنى واستخدامه كمتجر، ولكن بحلول الخمسينيات من القرن العشرين، جرى استخدام المبنى مرة أخرى كمسجد. في عام 1964 حُوِّل المبنى إلى متحف. بين عام 1958 وعام 1964 جرى الكشف عن اللوحات الجدارية الباقية ودُمِجت الكنيسة بمساعدة خبراء من جامعة إدنبرة والمديرية العامة للمؤسسات؛ قدر أحد الخبراء المشاركين في العمل أنه لم يتبق أكثر من سدس الزخارف الأصلية. ومع ذلك، يُعتقد أن كل ما نجا من أعمال أصلية تم إنجازه بعد بنائه مباشرة، ويعتبر جزءًا من «النهضة الباليولوجية» البيزنطية.
تُعتبر كنيسة آيا صوفيا مثالاً هامًا على العمارة البيزنطية المتأخرة، حيث تتميز بقبة مركزية عالية وأربعة أقواس أعمدة كبيرة تدعم وزن القبة والسقف. وتم بناء الكنيسة بمخطط متقاطع، ولكن الشكل الخارجي يأخذ شكل صليب مسيحي بفضل الشرفات الشمالية والجنوبية البارزة. يبلغ طول الهيكل 22 مترا وعرضه 11.6 متراً وارتفاعه 12.7 متراً. توضح اللوحات الجدارية التي تعود إلى أواخر القرن الثالث عشر، والتي جرى الكشف عنها أثناء ترميم جامعة إدنبرة، موضوعات من العهد الجديد. تتماشى النقوش التصويرية الحجرية الخارجية وغيرها من الزخارف مع التقاليد المحلية الموجودة في أرمينيا وجورجيا. 24 متراً غرب الكنيسة يوجد برج جرس طويل ارتفاعه 40 مترا تم بناؤه عام 1427 ويضم كنيسة صغيرة في الطابق الثاني. الجدران الداخلية لبرج الجرس مغطاة بلوحات جدارية كما استُخدم كمرصد من قبل علماء الفلك المحليين.